# Guido Gallese
Guido Gallese (Génova, Itália, 18 de março de 1962) é um prelado italiano da Igreja Católica e bispo de Alessandria desde que foi nomeado em 20 de outubro de 2012. Anteriormente, ele atuou como diretor do Escritório Diocesano da universidade e chefe do ministério diocesano da juventude.

## Biografia
Nascido de uma família católica em 18 de março de 1962, decidiu tornar-se sacerdote católico, entrando no seminário aos 23 anos.
Em 23 de abril de 1988, foi ordenado diácono na Catedral de Gênova pelo arcebispo Giovanni Canestri que também o ordenou sacerdote em 29 de setembro de 1990 na Igreja dos Santos Pedro e Teresa do Menino Jesus. No mesmo ano, tornou-se vice-reitor do Seminário Maior da arquidiocese.
Em 12 de julho de 1995, formou-se em matemática pela Universidade de Gênova.
Em 2004 obteve a licenciatura em Filosofia na Pontifícia Universidade da Santa Cruz em Roma.
Ele foi nomeado bispo de Alessandria pelo Papa Bento XVI, com o anúncio feito em 20 de outubro de 2012. A diocese estava vacante desde setembro de 2011, quando o então bispo Giuseppe Versaldi foi nomeado presidente da Prefeitura dos Assuntos Econômicos da Santa Sé.
Ele recebeu sua consagração episcopal do cardeal Angelo Bagnasco em 11 de novembro de 2012 e foi empossado em 25 de novembro do mesmo ano.